# منتصف الأرض الجغرافي
المركز الجغرافي للأرض هو المركز الهندسي لجميع أسطح الأرض على الأرض
. في تعريف أكثر صرامة، هو المركز البري السطحي للتوزيع الشامل الناتج عن معاملة كل قارة أو جزيرة كمنطقة من قشرة رقيقة ذات كثافة موحدة وتقريب الجيود مع كرة. يقع المركز داخل الأرض ولكن يمكن إسقاطه إلى أقرب نقطة على السطح.

## تاريخ المفهوم
في عام 1864 ، أعطى تشارلز بيازي سميث ، عالم الفلك الملكي في اسكتلندا ، في كتابه «ميراثنا في الهرم الأكبر» الإحداثيات مع ، وموقع من الهرم الأكبر في الجيزة في مصر. وذكر أنه تم حساب ذلك من خلال «تلخيص دقيق لجميع الأراضي الجافة الصالحة للسكن من قبل الإنسان في جميع أنحاء العالم». في أكتوبر من ذلك العام ، اقترح سميث وضع خط الزوال الرئيسي على خط طول الهرم الأكبر لأنه هناك «يمر فوق مساحة أكبر من الأرض [في] أي [موقع] آخر». كما ناقش الأهمية الثقافية للموقع ومحيطه من القدس. لكن لجنة الخبراء التي قررت القضية ، صوتت لصالح غرينتش لأن «العديد من السفن استخدمت ميناء لندن». بالإشارة إلى كتاب سميث ، كتب فريدريك أوغسطس بورتر بارنارد في كتابه لعام 1884 ، النظام التخيلي للأرصاد الجوية لهرم الجيزة الأكبر. [ك‍]   ، أن الموقع المثالي للهرم الأكبر على طول الخط الطولي لا يمكن أن يتم إلا عن قصد من قبل بنائه.
في عدد سبتمبر 1919 من  مجلة مجلس الحامل ، صرح ميسون وليام جاليهر أن معرفة الهرم الأكبر كونه المركز الجغرافي "تم تحديده من خلال سنوات عديدة من البحث العلمي" وأن الهرم الأكبر من المحتمل أن يكون "آخر الأرض الحالية" سطح الأرض "للنجاة من حدث كارثي ، بسبب موقعه.
في عام 1973 ، استخدم أندرو جيه وودز ، الفيزيائي في شركة الخليج للطاقة والأنظمة البيئية في سان دييغو ، كاليفورنيا ، خريطة عالمية رقمية وحسب الإحداثيات على نظام حاسب مركزي مثل ، في العصر الحديث تركيا ، بالقرب من حي من كيرسيهر ، قرشهر ، تقريبا. 1800 كم شمال الجيزة.
وفي عام 2003 ، تم الحصول على نتيجة دقيقة بواسطة هولجر ايزنبرغ :،  كما في تركيا، بالقرب من منطقة أسكليب، محافظة مدينة كوروم، تقريبا. 200 كم شمال شرق أنقرة. في عام 2016 ، حددت خرائط جوجل نتيجة ايزنبرغ  لـ  كمركز جغرافي للأرض.

## روابط خارجية
- Huber، W (17 يناير 2014). "What is Centroid of all lands of Earth?" [Where is the center of continental land area]. Stack Exchange. GIS. مؤرشف من الأصل في 2017-03-29.